# 戦時海運管理令
戦時海運管理令（せんじかいうんかんりれい）は、1942年（昭和17年）3月25日に公布、即日施行された国家総動員法にもとづく勅令である。
船舶の国家管理（第2条-第17条）、船員の徴用・管理（第18条-第29条）、これらを担う船舶運営会の設置（第30条-第60条）等が規定された。
施行前すでに内航船のうち1000トン未満約300隻が軍に徴用されていたが、本令により100トン以上の汽船および150トン以上の機帆船が国家管理とされた。戦況の悪化に伴い、小型船にまで対象を広げていった。
1946年の国家総動員法廃止後も、連合国総司令部（GHQ）指令による海運統制の根拠法令として、及びＧＨＱの日本商船管理局（SCAJAP）の下部組織である商船管理委員会（CMMC）として商船管理委員会（昭和２５年３月に商船管理委員会に改組）を存続させるため、連合国軍最高司令官総司令部の指令によるポツダム命令により、占領期間中12回にわたり効力を延長した。